# Бейм, Гордон
Гордон Бейм (Gordon Alan Baym; род. 1 июля 1935 года, Нью-Йорк) — американский физик-теоретик. Доктор философии (1960), эмерит-профессор Иллинойсского университета в Урбане-Шампейне, член НАН США (1982) и Американского философского общества (2000).

## Биография
Окончил Корнеллский университет (бакалавр физики, 1956). В Гарвардском университете получил степени магистра математики (1957) и доктора философии по физике (1960).
В 1960—1962 годах постдок в Институте теоретической физики в Копенгагене, в 1962—1963 годах работал в Калифорнийском университете в Беркли.
В 1963 году поступил ассистент-профессором на кафедру физики Иллинойсского университета в Урбане-Шампейне, в котором достиг звания именного заслуженного профессора инженерии, в настоящее время эмерит-профессор.
В 1979—1983 годах член консультативного совета Института теоретической физики Калифорнийского университета в Санта-Барбаре.
Являлся приглашённым учёным в Высшей нормальной школе в Париже (1999), Academia Sinica (1979) и др.
Член Американской академии искусств и наук (1981), фелло Американского физического общества (1969) и Американской ассоциации содействия развитию науки (1985).
Автор книги "Quantum Statistical Methods".
Стипендиат Слоуна (1965-67).
Отмечен Hans Bethe Prize (2002) и премией Онсагера (2008) Американского физического общества, а также Feenberg-Medaille (2011).
- APS Medal for Exceptional Achievement in Research (2021)[3]